# Sebastian Gerasch
Sebastian Gerasch (* 1979 in Darmstadt) ist ein deutscher Schauspieler.

## Leben
Sebastian Gerasch absolvierte sein Schauspielstudium von 2001 bis 2005 an der Bayerischen Theaterakademie „August Everding“ in München. Bereits während der Ausbildung gastierte er in ersten Rollen am Bayerischen Staatsschauspiel. 
Nach seinem Studienabschluss erhielt er sein erstes, dreijähriges Festengagement am Theater Heilbronn, wo er ab der Spielzeit 2005/06 bis zum Ende der Spielzeit 2007/08 festes Ensemblemitglied war und zahlreiche Rollen des klassischen und modernen Theaterrepertoires spielte. Zu seinen Rollen am Theater Heilbronn gehörten u. a. Biff in Tod eines Handlungsreisenden (2005–2006), Razmann in Die Räuber (2006), Benvolio in Romeo und Julia (2006), Ferdinand in Kabale und Liebe (2007), Tom Wingfield in Die Glasmenagerie (2007) und die Titelrolle im Brecht’schen Baal.
Seit 2008 arbeitet Gerasch als freier Schauspieler. Es folgten Theaterengagements unter anderem am Theater Ingolstadt (2008), am Theater der Jugend in Wien (2009), am Schauspiel Hannover (2009), am Schauspiel Frankfurt (2010) und am Wilhelma-Theater in Stuttgart (2010).
Im Sommer 2011 gastierte er bei den Burgfestspielen Bad Vilbel als Titelheld in Don Karlos und als Niederlassungsleiter Frank in der Travestie-Komödie Ganze Kerle. In der Spielzeit 2011/12 war er als Gast am Landestheater Coburg engagiert. In der Spielzeit 2012/13 trat er in der Rolle des Pantalone in Arlecchino. Der Diener zweier Herren (Regie: Sven Grunert) erstmals an den Kammerspielen Landshut auf, wo er seither regelmäßig in Theaterproduktionen mitwirkt. Im Januar 2014 gastierte er, neben Heiko Ruprecht, als Redakteur Billing am Stadttheater Fürth in Ibsens Drama Ein Volksfeind. Im Mai 2014 gewann er den Darstellerpreis auf den 10. Wasserburger Theatertagen für seine Rolle in der Inszenierung Hysterikon der Kammerspiele Landshut.
Weitere Engagements hatte er beim Theater an der Rott (erstmals 2014). In der Spielzeit 2015/16 gastierte er am Theater an der Rott neben Markus Baumeister, Cornelia Pollak und Adela Florow als Doktor Rank in Nora. Außerdem spielte Gerasch bei mehreren freien Theaterensembles im süddeutschen Raum (u. a. beim Kulturmobil Niederbayern). Bei Produktionen des freien Ensembles „Theaterlust München“ waren u. a. Dagny Dewath und Anja Klawun seine Partnerinnen.
Außerdem wirkte er in mehreren Film- und Fernsehproduktionen mit, u. a. in Die Rosenheim-Cops (seit 2017, als „SpuSi“-Mitarbeiter Franz) und Hubert ohne Staller (2019). Gerasch lebt in München.

## Filmografie (Auswahl)
- 2005: München 7 (Fernsehserie, eine Folge)
- 2006: Ein Fall für B.A.R.Z. (Fernsehserie, eine Folge)
- 2017; 2020: Die Rosenheim-Cops (Fernsehserie, drei Folgen)
- 2019: Hubert ohne Staller: Pony am Stock (Fernsehserie, eine Folge)